# Tegolophus alicis
Tegolophus alicis är en spindeldjursart som beskrevs av David C.M. Manson 1984. Tegolophus alicis ingår i släktet Tegolophus och familjen Eriophyidae. Inga underarter finns listade i Catalogue of Life.